# Festa della Repubblica

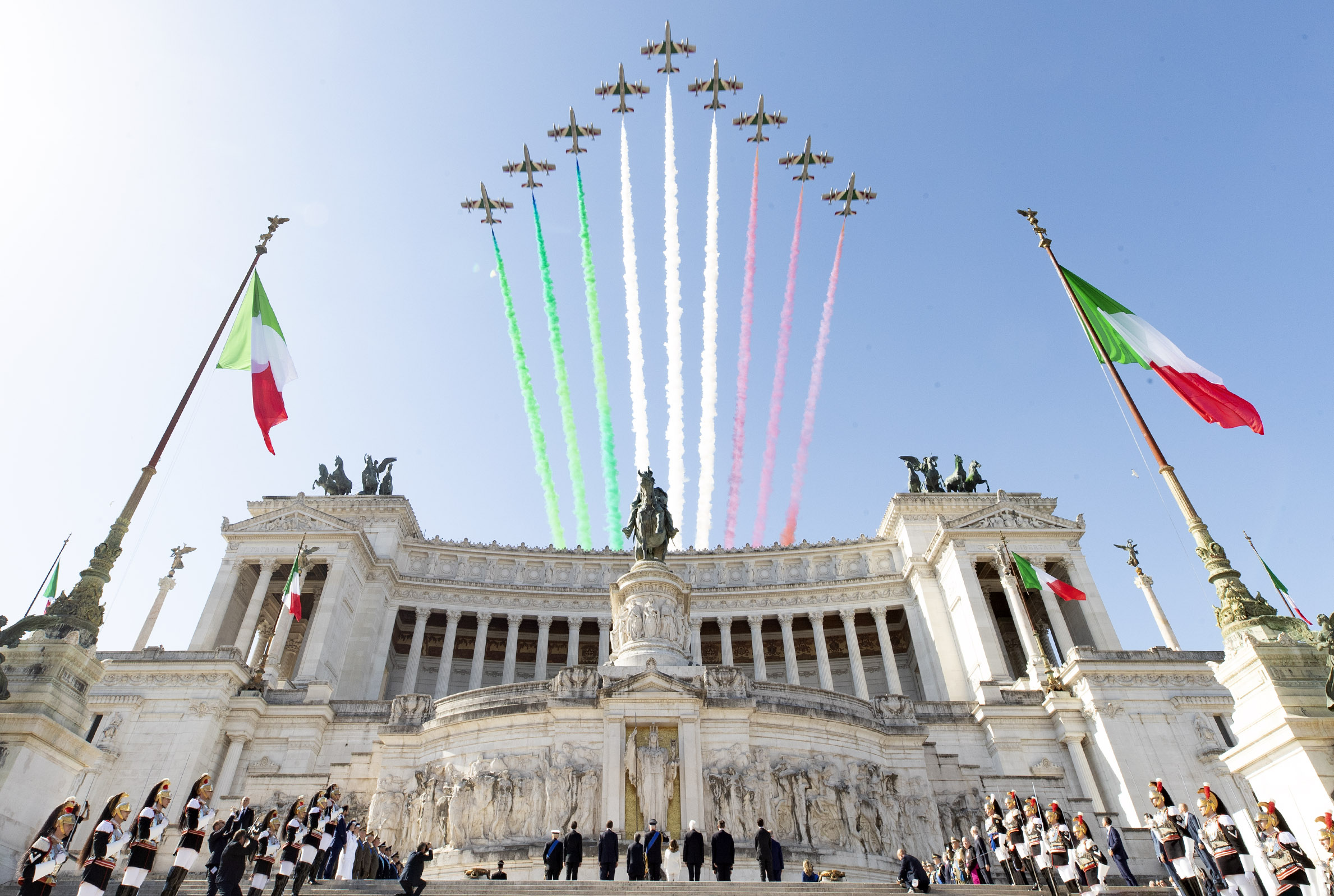
Festa della Repubblica 2022. Kunstflugstaffel Frecce Tricolori

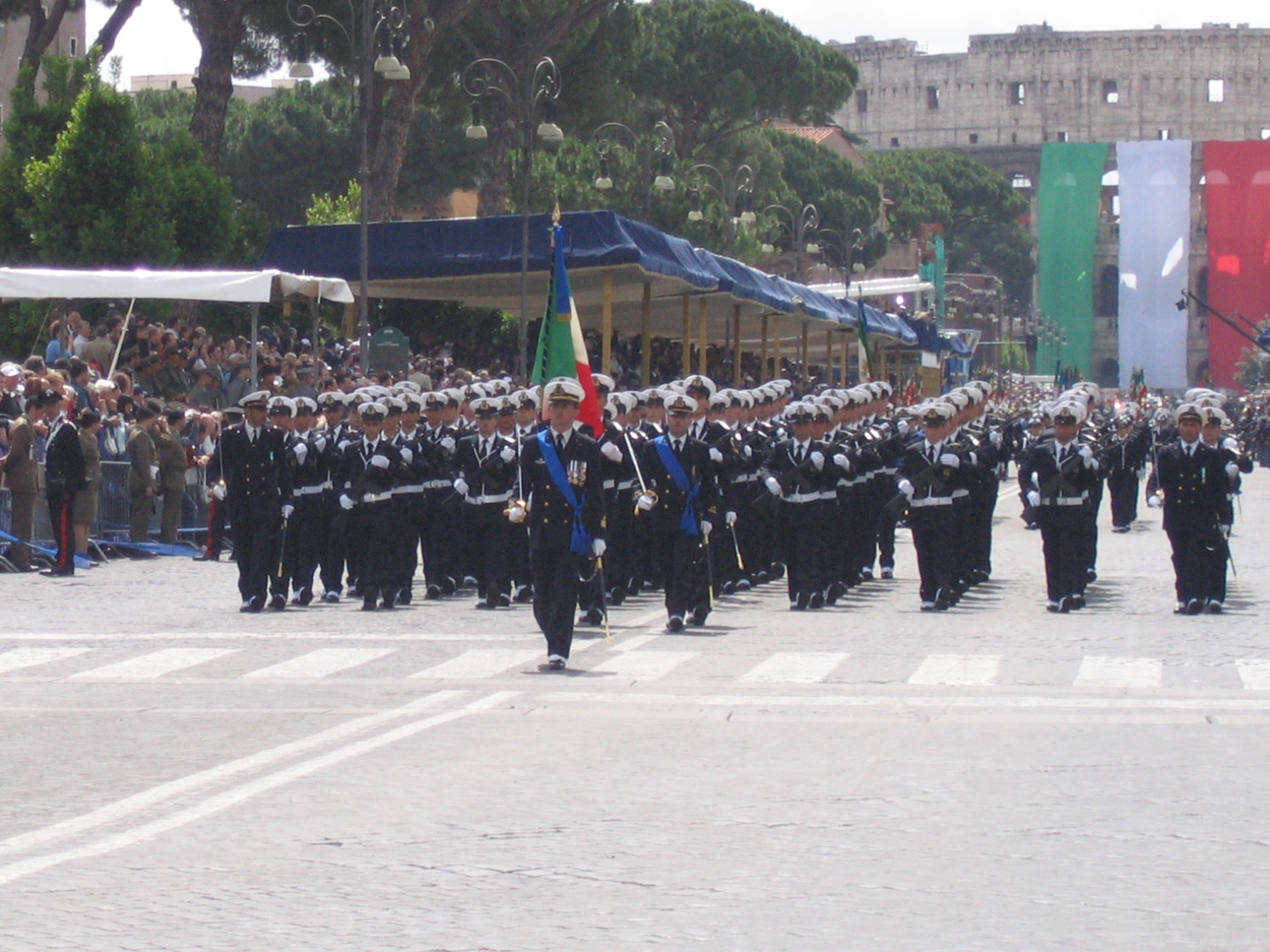
Italienische Marinesoldaten auf der Militärparade am 2. Juni 2007 in Rom

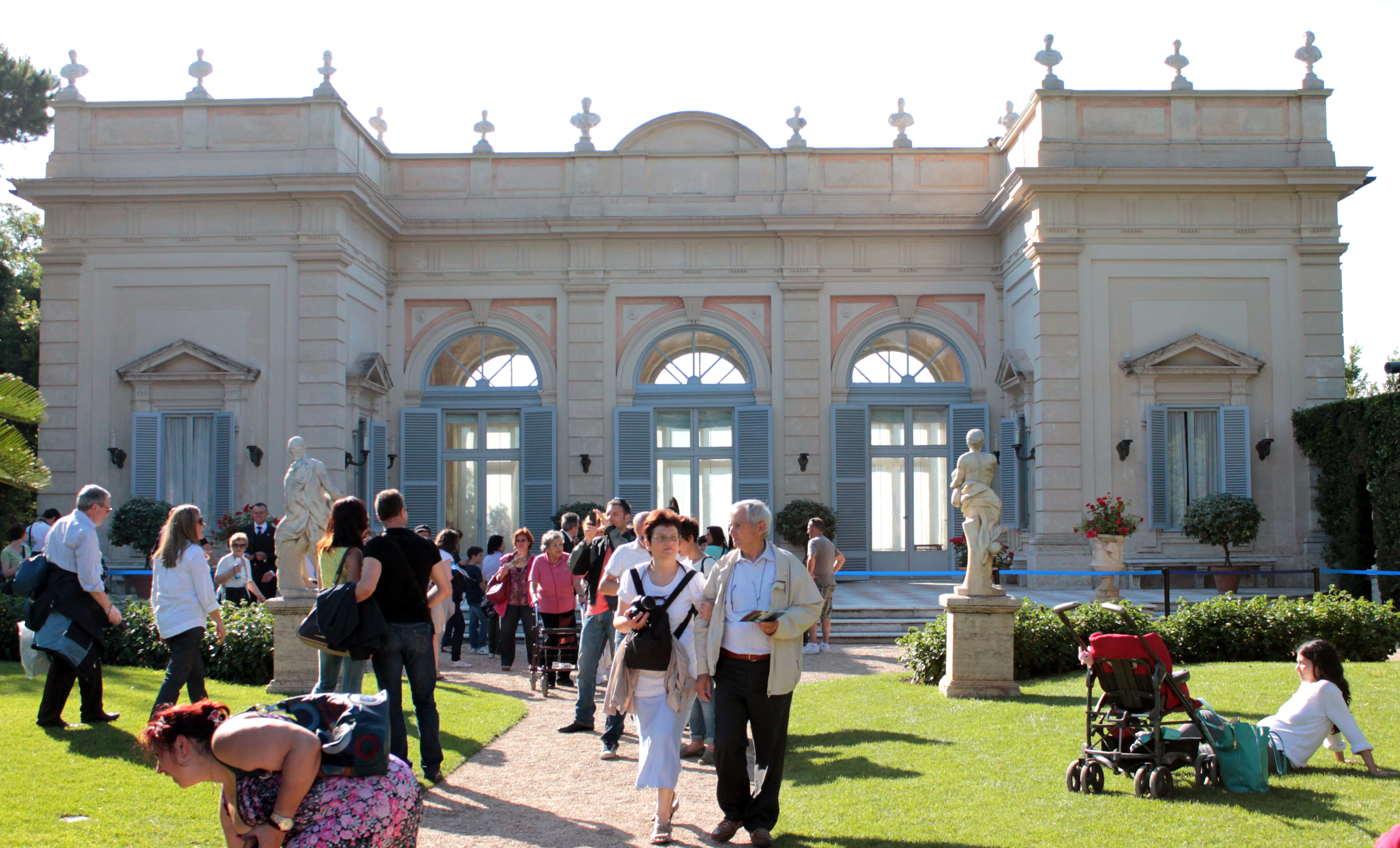
Bürger in den Gärten des Quirinalspalastes (vor dem Coffee House)

Festa della Repubblica (wörtlich Fest der Republik, auch Tag der Republik) ist der jedes Jahr am 2. Juni begangene Nationalfeiertag Italiens. Er erinnert an die Gründung der Italienischen Republik im Jahr 1946.

## Hintergrund
Der Tag wurde im Gedenken an das Referendum vom 2. Juni 1946 als Feiertag festgelegt. Damals stimmte die Mehrheit der Italiener (12.717.923 zu 10.719.284 Stimmen) für die Einführung der Republik und gegen die Beibehaltung der Monarchie als Staatsform. Das Königshaus Savoyen wurde daraufhin ins Exil geschickt. Am 2. Juni 1946 wurde nach dem Ende der faschistischen Diktatur und über 20 Jahre nach den letzten demokratischen Parlamentswahlen auch wieder eine Volksvertretung auf nationaler Ebene gewählt, nämlich eine Verfassunggebende Versammlung, die Ende 1947 die Verfassung der Italienischen Republik verabschiedete. Zum Referendum und zu den Wahlen zur Verfassunggebenden Versammlung waren erstmals auch Frauen zugelassen, weswegen dieses Datum auch für die volle politische Einbindung von mindestens 50 Prozent der italienischen Bevölkerung steht. Ein Frauenwahlrecht hatte es in Italien seit 1925 nur auf kommunaler Ebene gegeben.

## Feierlichkeiten
Seit 1948 wird an den Kaiserforen in Rom am Vormittag eine Militärparade zu Ehren der Republik abgehalten. Die Kunstflugstaffel Frecce Tricolori überfliegt dabei die Foren. Neben dieser Parade in Anwesenheit der Inhaber der höchsten Staatsämter sieht das Protokoll der Zeremonie die Niederlegung eines Kranzes am Grabmal des unbekannten Soldaten vor.
Die Feierlichkeiten gehen nachmittags in den Gärten des Quirinalspalastes, dem Amtssitz des Präsidenten der Italienischen Republik, weiter. Die Gärten werden für die Bürger geöffnet, die unter anderem von Polizei- und Militärorchestern unterhalten werden. Der Feiertag wird nicht nur in Rom, sondern auch in anderen italienischen Kommunen sowie an diplomatischen Vertretungen im Ausland mit Empfängen begangen.

## Rechtsgrundlagen
Die italienische Regierung führte den Nationalfeiertag mit einem Dekret vom 28. Mai 1947 ein. Bestätigt wurde dies mit dem Gesetz vom 27. Mai 1949 über die Feiertage in Italien. Zwischen 1977 (Gesetz vom 5. März 1977) und 2000 (Gesetz vom 22. November 2000) wurde der Tag am ersten Sonntag im Juni begangen, seither wieder fest am 2. Juni.

## Sonstiges
Von 1861 bis 1946 war der erste Juni-Sonntag Nationalfeiertag. Der Feiertag hieß „Fest der Einheit Italiens und des Statuts des Königreiches“ oder Festa dell’Unità d'Italia e dello Statuto del Regno. Gefeiert wurde an diesem Tag die Einigung des Landes und die Verfassung des Königreichs. Erstmals wurde dieser Nationalfeiertag am Sonntag, den 2. Juni 1861 begangen. Ein weiterer bedeutender Feiertag war der Geburtstag des herrschenden Monarchen. Das Referendum über die Staatsform fand am Sonntag, den 2. Juni 1946 statt, also am (letzten) Nationalfeiertag des Königreichs Italien.